# تکمران
تکمران روستایی در دهستان تکمران بخش سرحد شهرستان شیروان استان خراسان شمالی ایران است.

## جمعیت
بر پایه سرشماری عمومی نفوس و مسکن در سال ۱۳۹۵ جمعیت این مکان ۵۹۲ نفر (۱۷۳خانوار) بوده‌است.